# Homer (Nebraska)
Homer es una villa ubicada en el condado de Dakota en el estado estadounidense de Nebraska. En el Censo de 2010 tenía una población de 549 habitantes y una densidad poblacional de 580,74 personas por km².

## Geografía
Homer se encuentra ubicada en las coordenadas 42°19′21″N 96°29′28″O / 42.32250, -96.49111. Según la Oficina del Censo de los Estados Unidos, Homer tiene una superficie total de 0.95 km², de la cual 0.95 km² corresponden a tierra firme y (0%) 0 km² es agua.

## Demografía
Según el censo de 2010, había 549 personas residiendo en Homer. La densidad de población era de 580,74 hab./km². De los 549 habitantes, Homer estaba compuesto por el 92.53% blancos, el 0% eran afroamericanos, el 5.28% eran amerindios, el 0% eran asiáticos, el 0% eran isleños del Pacífico, el 0.18% eran de otras razas y el 2% pertenecían a dos o más razas. Del total de la población el 0.91% eran hispanos o latinos de cualquier raza.